# Iroko

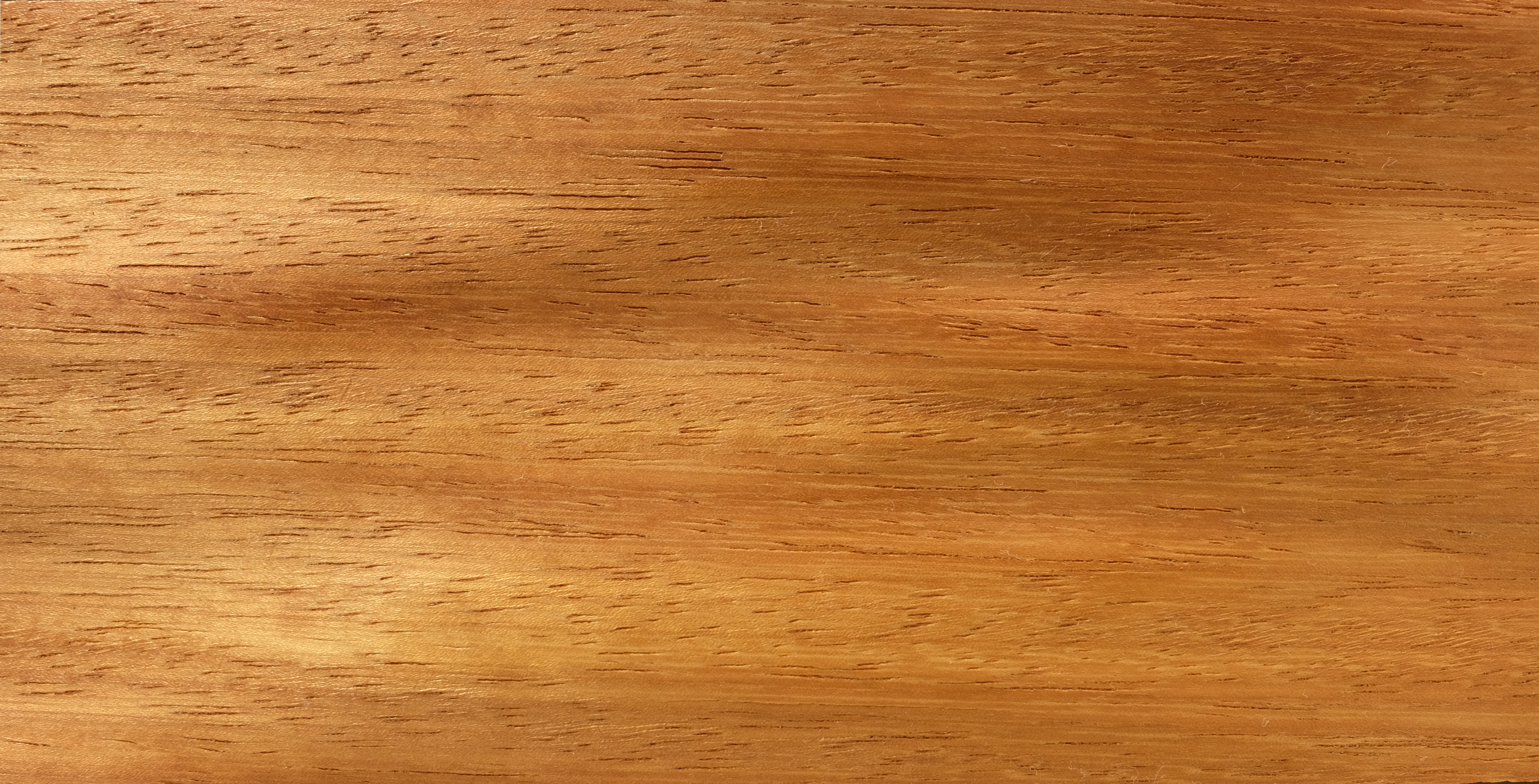
Iroko (met duidelijke kruisdraad)

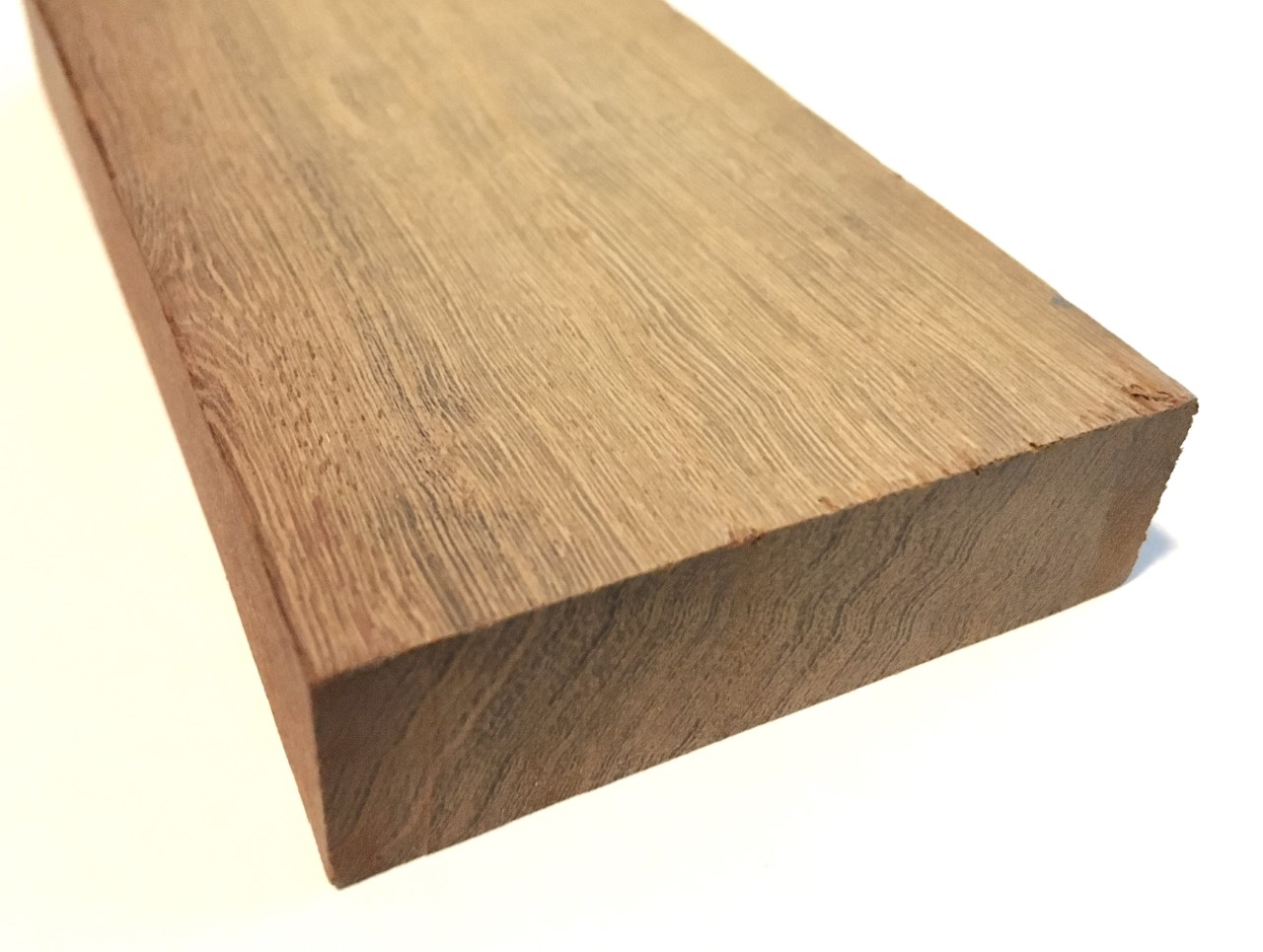
Onbehandeld Iroko

Iroko is een houtsoort afkomstig van Milicia excelsa (syn. Chlorophora excelsa) en Milicia regia (syn. Chlorophora regia) (familie Moraceae), beide voorkomend in het Afrikaanse regenwoud.
Het is een duurzame, botergele, goud- tot donkerbruine houtsoort. Iroko kent een grote variatie in kwaliteit, hardheid en gewicht. 
Het houtstof dat vrij kan komen tijdens het bewerken, kan ernstige irritatie aan de luchtwegen veroorzaken.

## Toepassingen
Iroko wordt gebruikt voor o.a. kozijnen, ramen, deuren, gevelbetimmeringen, trappen, meubels en parket (onder de naam 'kambala'). 